# 7433 Pellegrini
7433 Pellegrini este un asteroid din centura principală de asteroizi.

## Descriere
7433 Pellegrini este un asteroid din centura principală de asteroizi. A fost descoperit pe 21 mai 1993 la observatorul astronomic din Farra d'Isonzo. Asteroidul prezintă o orbită caracterizată de o semiaxă mare de 2,38 ua, o excentricitate de 0,18 și o înclinație de 11,7° în raport cu ecliptica.